# Zachary Svajda
Zachary Svajda (La Jolla, 29 novembre 2002) è un tennista statunitense.
In singolare ha vinto alcuni tornei Challenger e ha raggiunto la 102ª posizione mondiale nell'agosto 2024. Ha fatto il suo esordio nel circuito maggiore agli US Open 2019.

## Biografia
Nativo di San Diego, in California, Svajda ha cominciato a giocare a tennis all'età di due anni, allenato da Matt Hanlin. Il padre Tom è un allenatore professionista ed ex giocatore di tennis nei campionati di College dell'NCAA.
Il suo colpo preferito è il rovescio, la superficie che preferisce è il cemento e i suoi idoli sono John Isner e Roger Federer.

## Carriera
Conquista il primo punto del ranking ATP nel settembre 2018 all'età di quindici anni superando il primo turno del torneo Futures di Claremont (California). Nelle due successive stagioni disputa pochi tornei anche a livello juniores categoria in cui riesce, nonostante le sole cinque apparizioni, a raggiungere la finale in un torneo G1, la terza fascia di tornei più importanti dopo quelli di Grade A del Grande Slam e gli altri di Grade A.
Nell'agosto 2019 si laurea campione nazionale under 18 garantendosi una wild card per i successivi US Open che disputa a soli sedici anni e 9 mesi risultando il più giovane partecipante dal 2005; al primo incontro nel circuito maggiore perde al quinto set contro il nº 135 del ranking Paolo Lorenzi. Subito dopo alza il primo trofeo da professionista vincendo il torneo di doppio all'ITF M15 di Champaign. A ottobre esordisce nell'ATP Challenger Tour con una vittoria al primo turno del Fairfield Challenger.
Nel 2021 comincia a giocare con maggiore frequenza e raggiunge per due volte i quarti di finale in tornei Challenger. Con un'altra wild-card entra di nuovo nel tabellone degli US Open come nº 716 del ranking, consegue la prima vittoria nel circuito maggiore superando al primo turno il nº 81 Marco Cecchinato al quarto set e al secondo turno viene sconfitto da Jannik Sinner in quattro set. Entra con una wild card anche all'Indian Wells Masters, ed esce di scena al primo turno al suo esordio in un torneo Masters 1000. A novembre vince il primo titolo in singolare battendo il connazionale Eduardo Nava in finale al torneo ITF M25 di Austin.
Nel 2022 vince altri due titoli ITF in singolare ma è impegnato soprattutto nei tornei Challenger, e a ottobre si aggiudica il primo titolo in questa categoria superando Ben Shelton con il punteggio di 2-6, 6-2, 6-4 nella finale del Tiburon Challenger.
Nel 2023 supera per la prima volta le qualificazioni nel circuito maggiore a Dallas e viene eliminato al primo turno. Non le supera invece ai suoi esordi allOpen di Francia e a Wimbledon, prima dello Slam londinese vince alcuni incontri in tornei Challenger sull'erba e sale al 201º posto del ranking. Torna a qualificarsi in un tabellone del circuito maggiore al successivo ATP 500 di Washington e al primo turno elimina il nº 78 del mondo Max Purcell prima della sconfitta subita contro Taylor Fritz. Supera per la prima volta le qualificazioni in uno Slam agli US Open ed esce al primo turno. Si aggiudica il successivo Cary Challenger sconfiggendo in finale il nº 82 ATP Rinky Hijikata al terzo set. Si conferma campione al Tiburon Challenger con il successo in finale sull'australiano Adam Walton e la settimana successiva si aggiudica il titolo in singolare anche al Fairfield Challenger, risultati con cui sale al 139º posto mondiale.
Nel gennaio 2024 perde la finale al Southern California Open Challenger di Indian Wells. Riprende a salire nel ranking con alcuni buoni risultati nei Challenger, sui quali spicca la semifinale raggiunta sull'erba del Challenger 125 di Ilkley. Supera le qualificazioni ed esce al primo turno negli ATP di Atlanta e Washington. Ad agosto porta il miglior ranking al 107º posto. A Winston-Salem vince per la prima volta due incontri consecutivi nel circuito maggiore eliminando Laslo Đere e il top 30 Francisco Cerúndolo ed esce al terzo turno.

## Statistiche
Aggiornate al 3 agosto 2025.

### Tornei minori

#### Singolare

##### Vittorie (9)
| Legenda tornei minori     |
| Challenger (6)            |
| ITF World Tennis Tour (3) |

| N. | Data              | Torneo                               | Superficie | Avversario in finale | Punteggio        |
| 1. | 21 novembre 2021  | M25 Austin, Austin                   | Cemento    | Eduardo Nava         | 6-4, 4-6, 6-4    |
| 2. | 3 luglio 2022     | M15 Los Angeles, Los Angeles         | Cemento    | Brandon Holt         | 7-5, 6-4         |
| 3. | 10 luglio 2022    | M15 Fountain Valley, Fountain Valley | Cemento    | Sekou Bangoura       | 6-3, 6-1         |
| 4. | 9 ottobre 2022    | Tiburon Challenger, Tiburon          | Cemento    | Ben Shelton          | 2-6, 6-2, 6-4    |
| 5. | 17 settembre 2023 | Cary Challenger, Cary                | Cemento    | Rinky Hijikata       | 7-6(3), 4-6, 6-1 |
| 6. | 8 ottobre 2023    | Tiburon Challenger, Tiburon          | Cemento    | Adam Walton          | 6-2, 6-2         |
| 7. | 15 ottobre 2023   | Fairfield Challenger, Fairfield      | Cemento    | Nishesh Basavareddy  | 6-4, 6-1         |
| 8. | 13 luglio 2025    | Hall of Fame Open, Newport           | Erba       | Adrian Mannarino     | 7-5, 6-3         |
| 9. | 2 agosto 2025     | Lexington Challenger, Lexington      | Cemento    | Bernard Tomić        | 2-6, 6-3, 6-2    |

#### Doppio

##### Vittorie (1)
| N. | Data              | Torneo                   | Superficie | Compagno        | Avversari in finale                          | Punteggio   |
| 1. | 14 settembre 2019 | M15 Champaign, Champaign | Cemento    | Kareem Al Allaf | Alex Blumenberg Matheus Pucinelli De Almeida | 7-5, 7-6(3) |